# Kraftwerk Hilpoltstein
Das Kraftwerk Hilpoltstein ist ein Laufwasserkraftwerk an der Schleuse Hilpoltstein. Ebenfalls ist in die Anlage ein Pumpwerk installiert. Es dient dazu einen Teil der Pumpleistung, die für die Donau-Main-Überleitung verwendet wird, zurückzugewinnen.

## Geschichte
Der Bau erfolgte gemeinsam mit der Schleuse Hilpoltstein. Das Kraftwerk wurde im Zusammenhang mit dem Bau des Main-Donau-Kanals errichtet und 1993 in Betrieb genommen.
2007 wurde der operative Betrieb mehrerer Wasserkraftwerke der Bayerischen Landeskraftwerke GmbH übergeben. Sie wurde auch Eigentümer des Kraftwerkes Hilpoltstein.

## Beschreibung
Der örtliche Betreiber ist das Wasserwirtschaftsamt Ansbach. Verbaut wurde eine Francis-Turbine mit einem direkt gekoppelten Synchrongenerator. Der Generator hat eine maximale Leistung von 3,4 MVA. Das Regelarbeitsvermögen beträgt 5,4 GWh pro Jahr, Ausbauleistung ist 3 MW, die Fallhöhe beträgt 23,5 m und der Ausbaudurchfluss 17 m³/s.